# 傅岩
傅岩（1903年—?），字豫秀，河南南阳人。中华民国政治人物。。民國37年（1948年）在河南婦女選區當選第一屆立法委員。

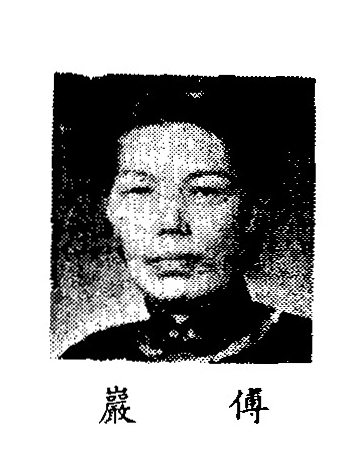
出席制憲國民大會代表時

## 生平[2]
生于1903年（清光绪二十九年）。天津南开大学肄业，北京大学毕业。美国华盛顿州立大学法律系肄业，美国加利福尼亚州立大学研究院政治系政治学硕士。在美国时，任中国国民党美西支部执行委员。回国后，任中国国民党中央宣传部设计委员兼南京市立救济院院长。1937年秋起，担任战时儿童保育会理事，中国国民党中央妇运会委员。1947年3月1日，任国民政府第四届立法院立法委员。1948年，当选行宪第一届立法院立法委员。赴台湾后，继续担任立法院立法委员，并且创办薇阁育幼院，自任院长。
- 天津南開大學政治系肄業
- 國立北京大學政治系畢業
- 美國加州州立大學市政學系碩士
- 國立師範大學教授
- 中央警官學校教授
- 國立蘭州大學教授
- 上海大厦大學教授
- 國民黨中央宣傳部設計委員
- 南京市立救濟院長
- 社會部第一托兒所所長
- 兒童保育會直屬第四保育院長
- 中央候補執行委員

## 著作
- 《妇女的新生活》
- 《犯罪学概要》
- 《市政纲要》
- 《人事行政概述》[1]